# SIKON ISAF
SIKON ISAF (Kontingent Slovenske vojske v Afganistanu) je krovni seznam kontingentov Slovenske vojske v okviru ISAF v Afganistanu.
Trenutni kontingent je SIKON ISAF 16.

## Seznam kontingentov Slovenske vojske v Afganistanu
- SIKON ISAF 1 (februar - avgust 2004)
- SIKON ISAF 2 (avgust 2004 - februar 2005)
- SIKON ISAF 3 (februar - avgust 2005)
- SIKON ISAF 4 (avgust 2005 - februar 2006)
- SIKON ISAF 5 (februar - avgust 2006)
- SIKON ISAF 6 (avgust 2006 - februar 2007)
- SIKON ISAF 7 (februar - avgust 2007)
- SIKON ISAF 8 (avgust 2007 - februar 2008)
- SIKON ISAF 9 (februar - avgust 2008)
- SIKON ISAF 10 (avgust 2008 - februar 2009)
- SIKON ISAF 11 (februar - avgust 2009)
- SIKON ISAF 12 (avgust 2009 - februar 2010)
- SIKON ISAF 13 (februar - avgust 2010)
- SIKON ISAF 14 (oktober 2010 - april 2011)
- SIKON ISAF 15 (april - oktober 2011)
- SIKON ISAF 16 (oktober 2011 - april 2012)